# Rei Amador
El rei Amador és una figura carismàtica de la història de São Tomé i Príncipe. Fou el dirigent de la revolta dels angolars esclaus de 1595, i està representat per la tradició – sobretot després de la independència en 1975 – com « el rei dels angolars », mentre que sembla que no n'era ni una cosa ni l'altra.
Va néixer esclau a l'illa de São Tomé, – no es coneix pas la seva data de naixement – va prendre la direcció d'un aixecament dels angolars i s'autoproclamà « rei de Sao Tomé » .Entre 1596 i 1596 va controlar gairebé tota l'illa, però els portuguesos van controlar la insurrecció i el 4 de gener de 1596 va ser capturat, condemnat a presó i assassinat pels portuguesos.
La seva efígie figura actualment en les figures de bitllets de 5.000 dobres. Es tracta d'una creació contemporània atribuït al pintor Pinásio Pina, ja que no hi ha cap retrat conegut d'Amador. Fou inaugurada en 2004, any internacional de les commemoracions de Lluita Contra Esclavitud i la seva Abolició, pel Secretari General de les Nacions Unides, Kofi Annan. En honor seu el 4 de gener és considerada festa nacional a São Tomé i Príncipe.